# Senyor de les Tribulacions
Senyor de les Tribulacions és el nom que rep una imatge de Jesús que és venerat a l'església de Sant Francesc d'Assís a la ciutat de Santa Cruz de Tenerife, Espanya.
És una escultura que representa un Ecce Homo realitzat en teles encolades del segle xvii. La imatge és considerada miraculosa, se li atribueix la protecció de la ciutat de Santa Cruz de Tenerife durant una epidèmia de còlera a 1893. Les cròniques diuen que la imatge va ser portada en processó pels carrers de la ciutat i l'epidèmia va ser miraculosament erradicada. Per aquesta raó, el Senyor de les Tribulacions és invocat com el protector de la ciutat i se li dona el títol de Senyor de Santa Cruz.
Fins i tot abans d'aquest miracle, la imatge ja era considerada miraculosa: gairebé un segle abans, el 1795, el Senyor de les Tribulacions va salvar a la dona d'un home important de la ciutat d'una malaltia terrible i hauria ocorregut un miracle de sudoració de la imatge. Actualment, la imatge cada Dimarts Sant surt en processó a través de la ciutat fins al lloc on va parar l'epidèmia. L'escultura torna a sortir en processó el Divendres Sant.